# Scelorchilus albicollis
Scelorchilus albicollis е вид птица от семейство Rhinocryptidae.

## Разпространение
Видът е разпространен в Чили.